# Дельгадо, Чикинкира
Мари́я Чикинкира́ Дельга́до Ди́ас (исп. María Chiquinquirá Delgado Díaz; род. 7 августа 1972, Маракайбо, Венесуэла) — венесуэльская актриса, модель и телеведущая. Финалистка конкурса красоты 1990 года.

## Биография
Необычное имя ей дала мать в благодарность за рождение здорового ребёнка (Чикинкира — имя Пресвятой Девы, покровительницы Маракайбо). На экране оказалась как и многие, приняв участие в конкурсе Мисс Венесуэла. Завоевала первое место в «Мисс Цветочная Королева» в Японии. С того момента начала карьеру модели.
В 1999 начинает сниматься в сериалах, исполнив главную роль в теленовелле «Калипсо». В то же время она становится лицом канала Sony Entertainment Television, а также ведущей этой телевизионной сети. В 2002 она снимается в Перу в теленовелле «Мария Роса, найди мне жену» с Марсело Сизан и Джанелла Нейра. Возвратившись в Венесуэлу она начинает вести шоу программу «Мегая Матч», производства телекомпании Venevisión, и совместно снимается в новелле «Мамбо и Канела». В 2003 она снимается с Рафаэль Новоа и Фабиола Кольменарес в теленовелле «Красотка» где она играла в злодея.
В 2004 она стала ведущей программы «Бодрствующая Америка», транслировался по Univision и Sábado gigante. С 2005 по 2009 она была ведущей программы Portada's производства телекомпании Venevisión. В это же время она исполняет роль в молодёжном мюзикле «Золушка» которая была показана в нескольких городах Венесуэлы. Кроме этого она запускает свою линию косметики «Чики» в партнёрстве с Laboratorios Vargas. Также Чикинкира становится эксклюзивным лицом банковского учреждения Banco Occidental de Descuento.

## Личная жизнь
Чикинкира Дельгадо принимала участие в съемке «Корабль по течению», благодаря которого познакомилась с Гильермо Давила, за которого вышла замуж 21 сентября 1991 году. От этого брака родилась дочь Мария Елена, но спустя несколько лет пара развелась.
В 2003 году она выходит замуж за Даниэля Саркоса, от которого родила свою вторую дочку Карлота Валентина. В 2010 году Чикинкира подала на развод.

## Фильмография
- Калипсо (сериал) — 1999 … Маргарита Луиса Волкан Гранда
- Мария Роса, найди мне жену (сериал) — 2000 … Ева Амадор
- Мамбо и Канела (сериал) — 2002
- Красотка (сериал) — 2003 … Виктория 'Вики' Корденас
- Студия 30 — 2006 … (в титрах: Чики Дельгадо)